# Уэст, Джереми
Дже́реми Уэ́ст (англ. Jeremy Q. West; 29 апреля 1961, Лондон) — британский гребец-байдарочник, выступал за сборную Великобритании на всём протяжении 1980-х годов. Двукратный чемпион мира, участник двух летних Олимпийских игр, победитель многих регат национального и международного значения. 

## Биография
Джереми Уэст родился 29 апреля 1961 года в Лондоне. Активно заниматься греблей начал в раннем детстве, проходил подготовку в столичном королевском каноэ-клубе.
Первого серьёзного успеха на взрослом международном уровне добился в 1984 году, когда попал в основной состав британской национальной сборной и благодаря череде удачных выступлений удостоился права защищать честь страны на летних Олимпийских играх в Лос-Анджелесе. Стартовал в двойках на дистанции 500 метров и в четвёрках на дистанции 1000 метров — в первом случае занял в финале восьмое место, во втором случае показал в решающем заезде пятый результат, немного не дотянув до призовых позиций.
В 1986 году Уэст побывал на чемпионате мира в канадском Монреале, где одержал победу сразу в двух дисциплинах: в зачёте одиночных байдарок стал лучшим на километровой и полукилометровой дистанциях. Будучи одним из лидеров гребной команды Великобритании, благополучно прошёл квалификацию на Олимпийские игры 1988 года в Сеуле, тем не менее, в одиночной километровой программе сумел дойти только до стадии полуфиналов. Вскоре по окончании сеульской Олимпиады принял решение завершить карьеру профессионального спортсмена, уступив место в сборной молодым британским гребцам.